# Championnat de Slovaquie de football 2017-2018
Navigation
Édition précédente Édition suivante
La saison 2017-2018 est la 25e édition du championnat de Slovaquie de football. Lors de cette saison, le MŠK Žilina défend son titre face à 11 autres équipes dont 1 promu de deuxième division.
Le Spartak Trnava remporte à l'issue de la saison son premier titre de champion de Slovaquie.

## Changement de format
À partir de cette saison la formule du championnat change, les douze clubs se rencontrent en matchs aller et retour, après la 22e journée le championnat est scindé en deux, les six premiers se retrouvent dans un mini-championnat en gardant les points acquis lors de la saison régulière pour déterminer le champion et les qualifications européennes.
Les six derniers se retrouvant dans un autre mini-championnat pour déterminer le barragiste et le club qui sera relégué.
Trois places qualificatives pour les compétitions européennes seront attribuées par le biais du premier mini-championnat (1 place au second tour de qualification de Ligue des champions 2018-2019 et 2 places au premier tour de qualification de Ligue Europa). Une autre place au premier tour de qualification pour la Ligue Europa sera garantie au vainqueur de la Slovak Cup. Le dernier du deuxième mini-championnat est relégué en deuxième division. L'avant dernier dispute un match de barrage pour le maintien.

## Participants
| \| D. Streda Podbrezová Ružomberok Senica S. Bratislava Nitra Trnava T. Prešov Trenčín Z. Michalovce Z. Moravce Žilina \| Localisation des clubs. |
| D. Streda Podbrezová Ružomberok Senica S. Bratislava Nitra Trnava T. Prešov Trenčín Z. Michalovce Z. Moravce Žilina                               |

Légende des couleurs
- Deuxième tour de qualification de la Ligue des Champions 2017-2018
- Premier tour de qualification de la Ligue Europa 2017-2018
- Promu de DOXXbet liga 2016-2017

| Club               | Se maintient depuis | Classement 2016-2017 | Stade                     | Capacité théorique |
| ------------------ | ------------------- | -------------------- | ------------------------- | ------------------ |
| MŠK Žilina         | 1996                | 1                    | Stade Pod Dubňom          | 11 313             |
| Slovan Bratislava  | 2006                | 2                    | Stade Pasienky            | 12 000             |
| MFK Ružomberok     | 1997                | 3                    | Stade Pod Čebraťom        | 4 817              |
| AS Trenčín         | 2011                | 4                    | Stade na Sihoti           | 3 500              |
| Šport Podbrezová   | 2014                | 5                    | ZELPO Aréna               | 4 061              |
| Spartak Trnava     | 2002                | 6                    | Stade Antona Malatinského | 19 200             |
| Dunajská Streda    | 2013                | 7                    | DAC Aréna                 | 9 901              |
| Zemplín Michalovce | 2015                | 8                    | Zemplin Stadion           | 4 440              |
| FK Senica          | 2009                | 9                    | OMS Arena                 | 5 070              |
| Zlaté Moravce      | 2010                | 10                   | Stade FC ViOn             | 4 000              |
| Tatran Prešov      | 2016                | 11                   | Tatran Stadium            | 5 410              |
| FC Nitra           | 2017                | 1(D2)                | Stade Pod Zoborom         | 11 384             |

## Première phase

### Classement
| Rang | Équipe              | Pts | J  | G  | N | P  | Bp | Bc | Diff |
| ---- | ------------------- | --- | -- | -- | - | -- | -- | -- | ---- |
| 1    | Spartak Trnava      | 50  | 22 | 16 | 2 | 4  | 34 | 16 | +18  |
| 2    | Slovan Bratislava C | 41  | 22 | 11 | 8 | 3  | 45 | 26 | +19  |
| 3    | Dunajská Streda     | 39  | 22 | 10 | 9 | 3  | 29 | 20 | +9   |
| 4    | MŠK ŽilinaT         | 37  | 22 | 12 | 1 | 9  | 42 | 35 | +7   |
| 5    | AS Trenčín          | 36  | 22 | 10 | 6 | 6  | 54 | 32 | +22  |
| 6    | MFK Ružomberok      | 33  | 22 | 8  | 9 | 5  | 31 | 21 | +10  |
| 7    | FC NitraP           | 30  | 22 | 7  | 9 | 6  | 19 | 14 | +5   |
| 8    | Zlaté Moravce       | 25  | 22 | 7  | 4 | 11 | 28 | 37 | -9   |
| 9    | Zemplín Michalovce  | 24  | 22 | 6  | 6 | 10 | 18 | 25 | -7   |
| 10   | Šport Podbrezová    | 20  | 22 | 6  | 2 | 14 | 19 | 37 | -18  |
| 11   | FK Senica           | 14  | 22 | 3  | 5 | 14 | 17 | 42 | -25  |
| 12   | Tatran Prešov       | 14  | 22 | 3  | 5 | 14 | 13 | 44 | -31  |

Légende
- qualification pour Play-offs

qualification pour Play-outs
Abréviations
- T : Tenant du titre
- P : Promus de DOXXbet liga 2016-2017

## Deuxième phase

### Barrage de championnat

#### Classement
| Rang | Équipe              | Pts | J  | G  | N  | P  | Bp | Bc | Diff |
| ---- | ------------------- | --- | -- | -- | -- | -- | -- | -- | ---- |
| 1    | Spartak Trnava      | 64  | 32 | 20 | 4  | 8  | 41 | 28 | +13  |
| 2    | Slovan Bratislava C | 59  | 32 | 17 | 8  | 7  | 58 | 37 | +21  |
| 3    | Dunajská Streda     | 57  | 32 | 16 | 9  | 7  | 46 | 32 | +14  |
| 4    | MŠK ŽilinaT         | 53  | 32 | 17 | 2  | 13 | 63 | 51 | +12  |
| 5    | AS Trenčín          | 51  | 32 | 15 | 6  | 11 | 75 | 47 | +28  |
| 6    | MFK Ružomberok      | 40  | 32 | 10 | 10 | 12 | 36 | 39 | -3   |

Qualifications européennes
Ligue des champions 2018-2019
- 1er : premier tour de qualification

Ligue Europa 2018-2019
Abréviations
- T : Tenant du titre
- C : Vainqueur de la Coupe de Slovaquie 2017-2018

### Barrage de relégation

#### Classement
| Rang | Équipe             | Pts | J  | G  | N  | P  | Bp | Bc | Diff |
| ---- | ------------------ | --- | -- | -- | -- | -- | -- | -- | ---- |
| 7    | FC NitraP          | 45  | 32 | 11 | 12 | 9  | 33 | 29 | +4   |
| 8    | Zemplín Michalovce | 41  | 32 | 11 | 8  | 13 | 35 | 34 | +1   |
| 9    | Šport Podbrezová   | 38  | 32 | 11 | 5  | 16 | 29 | 43 | -14  |
| 10   | Zlaté Moravce      | 31  | 32 | 8  | 7  | 17 | 39 | 52 | -13  |
| 11   | FK Senica          | 26  | 32 | 6  | 8  | 18 | 29 | 58 | -29  |
| 12   | Tatran Prešov      | 26  | 32 | 5  | 11 | 16 | 22 | 56 | -34  |

Relégation
Abréviations
- P : Promus de DOXXbet liga 2015-2016

## Play-offs pour la Ligue Europa

### Demi-finales
| Équipe 1   | Résultat | Équipe 2       |
| ---------- | -------- | -------------- |
| MŠK Žilina | 5 - 0    | FC Nitra       |
| AS Trenčín | 4 - 2    | MFK Ružomberok |

Légende des couleurs
- Qualifié pour la finale des play-offs

### Finale
| Équipe 1   | Résultat | Équipe 2   |
| ---------- | -------- | ---------- |
| MŠK Žilina | 1 - 2ap  | AS Trenčín |

Légende des couleurs
- Premier tour de qualification de la Ligue Europa 2018-2019

## Play-offs pour la relégation
| Équipe 1         | Résultat | Équipe 2       | Aller | Retour |
| ---------------- | -------- | -------------- | ----- | ------ |
| MFK Skalica (D2) | 2 - 2E   | FK Senica (D1) | 2 - 1 | 0 - 1  |

Légende des couleurs
- Qualification pour la phase suivante.
- Le club se maintient en première division.
- Promotion en première division.
- Le club reste en deuxième division.
- Relégation en deuxième division.